# L'infermiera di notte
L'infermiera di notte è un film del 1979 diretto da Mariano Laurenti, che ha anche collaborato al soggetto e alla sceneggiatura.

## Trama
Il dottor Nicola Pischella è un impenitente donnaiolo che tradisce sistematicamente la gelosa moglie Lucia tra una visita e l'altra nel suo studio dentistico. Le cose si complicano quando in casa Pischella arriva il vecchio e strambo Saverio, zio di Lucia, che si dice malato e ormai prossimo alla morte.
In cambio di ospitalità e assistenza promette un generoso lascito testamentario alla nipote. Per provvedere all'anziano parente viene assunta come infermiera di notte la bella Angela Della Torre di cui si innamorerà Carlo, giovane e timido studente figlio di Nicola, e che farà perdere la testa allo stesso dentista e al suo imbranato assistente Peppino.
Tra equivoci, tradimenti e scambi di persona, nei quali si inseriranno anche Zaira, storica amante di Nicola, e una procace vicina di casa, Angela si fidanzerà con Carlo, mentre si scoprirà che Saverio non è il vero zio di Lucia, ma un impostore che si era introdotto in casa sua solo per trafugare un prezioso diamante nascosto nel lampadario.

## Produzione
Paolo Innocenzi è direttore di produzione. Pietro Innocenzi è assistente direttore artistico. Il film è girato quasi completamente in Puglia: a Polignano a Mare (si vede l'hotel ristorante Grotta Palazzese, il centro storico, la costa con panorama della cittadina), poi a Ceglie Messapica (molte scene nella discoteca “Io Valentino” con Gloria Guida che canta e balla e d.j. Lucio Montanaro), a Taranto (Lungomare, porto, Park hotel) e Martina Franca (piazza XX Settembre, via Verdi e Ospedale civile). Solo una parte degli interni sono girati negli stabilimenti Safa Palatino di Roma.

## Distribuzione
Il film ha avuto un certo successo anche all'estero, in Francia e Germania Ovest e, successivamente, in Spagna, Portogallo e Argentina.

## Galleria d'immagini

Leo Colonna e Gloria Guida in una scena del film
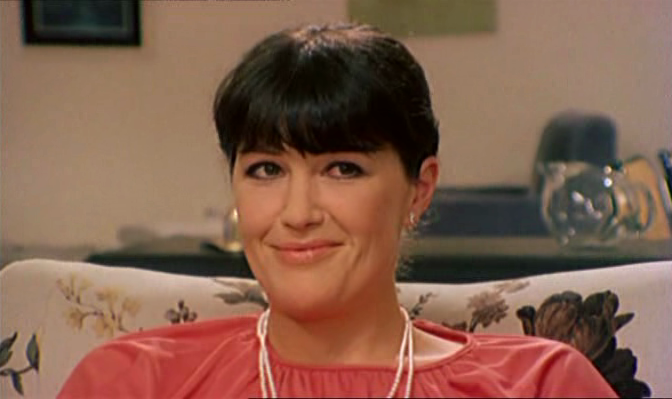
Francesca Romana Coluzzi è Lucia, la moglie del dott. Pischella e madre di Carlino
Anna Maria Clementi è la vicina di casa sempre vogliosa, moglie del pugile